# Prince Bayaya
Pour plus de détails, voir Fiche technique et Distribution.
Prince Bayaya (Bajaja) est un long métrage d'animation tchèque réalisé par Jiří Trnka, sorti en 1950.

## Synopsis
Pour sauver l'âme de sa mère ensorcelée, un villageois tire trois princesses des griffes d'un dragon et épouse la plus jeune.

## Commentaires
Un grand classique du cinéma tchèque d'animation, d'après Božena Němcová.
Pour la première fois, dans ce film destiné aux enfants, Trnka met en scène un conte avec des marionnettes.
Břetislav Pojar, compatriote et collaborateur de Trnka, lui-même futur réalisateur de talent, commente ainsi le film : « Dans Bajaja, les poupées restaient encore poupées et elles ne dépassaient pas les limites de leurs possibilités. En ce sens, Bajaja se distingue par une harmonie idéale ».

## Fiche technique
- Titre : Prince Bayaya
- Titre alternatif : Le Prince Bayaya
- Titre original : Bajaja
- Réalisation : Jiří Trnka
- Scénario : Jiří Trnka
- Musique : Václav Trojan
- Production :
- Pays d'origine : Tchécoslovaquie
- Technique : marionnettes
- Genre : film d'animation
- Couleur :
- Format : 35 mm
- Durée : 87 minutes
- Date de sortie : 1950

## Distinctions
- 1954 : Léopard d'or au Festival international du film de Locarno (Suisse) ; Prix au festival de cinéma de Montevideo (Uruguay)